# Pischtak

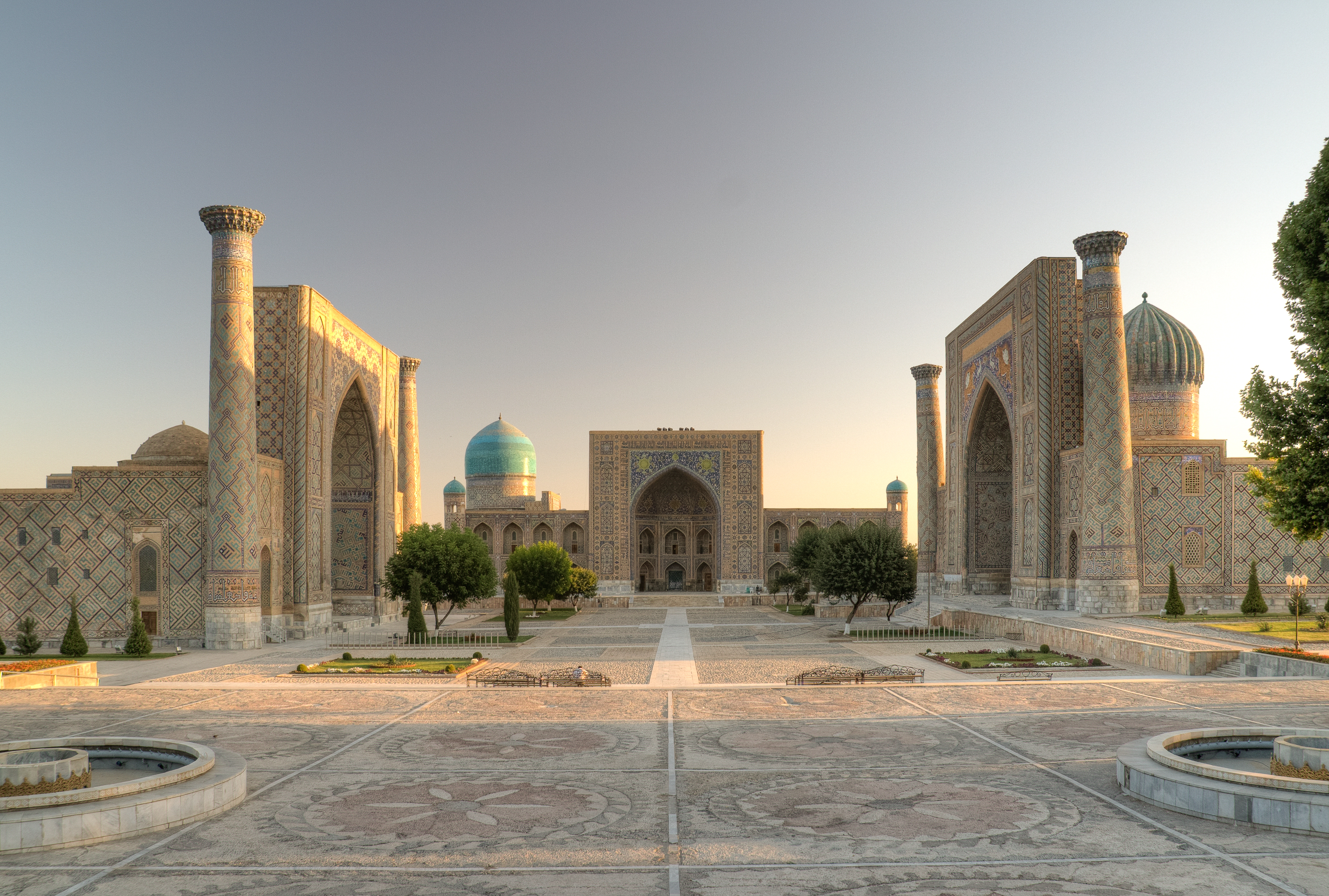
Samarqand (Usbekistan) – Registan-Platz mit drei Pischtaks

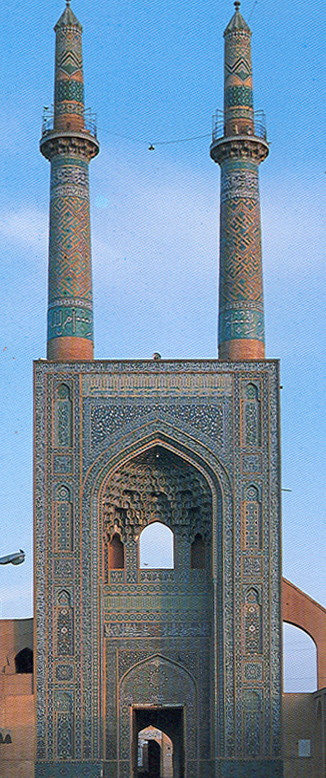
Freitagsmoschee von Yazd, Iran

Ein Pischtak (persisch پیش‌ طاق, DMG pīš-ṭāq, von pisch = „vor“, tak = „Bogen“) ist ein monumentaler Haupteingang zentralasiatischer und persischer Moscheen und Medersen. Er ist eine gemauerte Portalrahmung, die einen hohen Portalbogen (iwan) umgibt.

## Architektur
Ein Pischtak ist ein – meist aus Ziegelsteinen gemauerter und mit Kacheln geschmückter – rechteckiger oder annähernd quadratischer Bauteil, der eine offene Portalvorhalle vor der Gebäudehauptfront umschließt; die Rückwand mit dem eigentlichen Einlass in das Gebäude ist dagegen bis auf einen etwas mehr als türhohen Durchgang geschlossen. Ein Pischtak erhebt sich in der Regel deutlich über die Dachlinie des eigentlichen Gebäudes hinaus.

## Geschichte
Antike oder frühmittelalterliche Vorbilder für die spätmittelalterlichen oder frühneuzeitlichen Pischtak-Bauten sind nicht bekannt. Einige Forscher vermuten, dass diejenigen der Freitagsmoschee von Yazd (Iran) aus dem 14. Jahrhundert zu den ältesten ihrer Art gehören. 

## Verbreitung
Pischtaks sind wesentliche Bestandteile vorder- und zentralasiatischer Moscheen und Medersen (Registan-Platz in Samarqand, Usbekistan). Auch in Südasien (Indien und Pakistan) kommen sie in etwas kleinerer Form vor (z. B. Shah-Jahan-Moschee in Thatta).

## Bedeutung
Nach Papadopoulo soll ein solches überdimensionales Tor durch seine Höhe zeigen, dass der Mensch ein „geistiger Riese“ wird, wenn er es durchschreitet. Ein Portikus oder ein Pylon erfüllen eine vergleichbare Funktion.